# Agia Kyriakií Spáton
Agia Kyriakií Spáton (Agia Kyriaki Spaton) är en ort i Grekland.   Den ligger i prefekturen Nomarchía Anatolikís Attikís och regionen Attika, i den sydöstra delen av landet, 23 km öster om huvudstaden Aten. Agia Kyriakií Spáton ligger 168 meter över havet och antalet invånare är 886.
Terrängen runt Agia Kyriakií Spáton är platt åt sydost, men åt nordväst är den kuperad. Havet är nära Agia Kyriakií Spáton österut. Närmaste större samhälle är Ilioúpoli, 19,6 km väster om Agia Kyriakií Spáton. 